# Jaguaré Bezerra de Vasconcelos
Jaguaré Bezerra de Vasconcelos (* 14. Mai 1905 in Rio de Janeiro; † 27. August 1946 (unsicher) in Santo Anastácio (SP)) – in Brasilien in der Regel nur als Jaguaré, in Frankreich eher als Jaguare de Besveconne Vasconcellos oder Vasconcelos bekannt – war ein brasilianischer Fußballspieler. Mit CR Vasco da Gama gewann er die Meisterschaft von Rio de Janeiro von 1929. Er spielte auch für FC Barcelona, Sporting Lissabon und SC Corinthians Paulista. Mit Olympique Marseille gewann er die französische Meisterschaft von 1937 und den Pokal von 1938. In Brasilien, wo er früh starb, wird er auch oft als der Mann angesehen, der Torwarthandschuhe bekanntmachte.

## Biographie

### In Brasilien, Spanien und Portugal

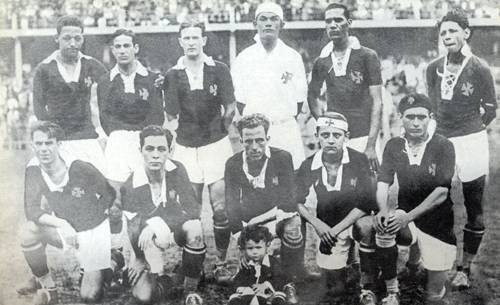
Vasco 1929: Hinten: Tinoco, Brilhante, Itália, Jaguaré, Fausto, Mola; vorne: Pascoal, Oitenta-e-Quatro, Russinho, Mário Mattos, Santana

Jaguaré war Hafenarbeiter ohne jegliche formale Bildung, der auf den Kais von Rio de Janeiro schwere Säcke schleppte. In seiner Freizeit war er ein Freund der körperlichen Ertüchtigung, spielte Fußball auf den Wiesen nahe seiner Nachbarschaft, Saúde – einem Viertel nahe dem Hafen von Rio, das noch heute von den einfachen Unterkünften der Hafenarbeiter geprägt ist – wo er Espanhol, einen Verteidiger des CR Vasco da Gama beeindruckte, der ihn 1928 zu einem Training beim Verein mitbrachte. Dort hinterließ er einen hervorragenden Eindruck und etablierte sich, nachdem man ihn hinreichend schreibkundig gemacht hatte, damit er seinen Namen in Spielberichtsbögen eintragen konnte, sogleich als neuer Torwart. Schon 1929 gewann er mit dem Verein die Staatsmeisterschaft von Rio de Janeiro. Bedeutendster Mannschaftskollege der Elf, die den Titel mit nur einer Niederlage gewann, war der elegante Mittelfeldspieler Fausto dos Santos, der als der beste seiner Ära in Brasilien angesehen wird. Russinho, späterer Weltmeisterschaftsteilnehmer, war ein weiterer Nationalspieler der Meistermannschaft von 1929.

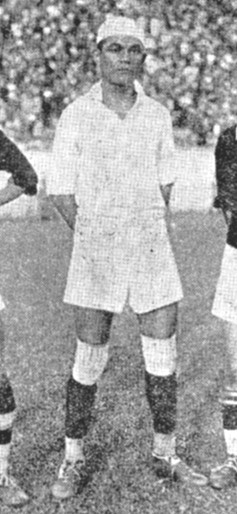
Jaguaré circa 1930, mit typischer Seemanshaube

Auch fand Jaguaré schon 1928 bei der Nationalmannschaft Beachtung, wenngleich er bis 1929 dort nur dreimal in Spielen gegen Vereinsmannschaften aus Schottland und Argentinien zum Einsatz kam. Mitte 1931 bereiste er mit Vasco, dessen Mannschaft durch vier Spieler des Botafogo FC verstärkt war, Spanien und Portugal – die erst zweite Europareise eines brasilianischen Vereins nach der des CA Paulistano von 1925. In zwölf Spielen, unter anderem gegen den FC Barcelona, FC Porto, Benfica Lissabon und Sporting Lissabon, gewann die von Harry Welfare trainierte Mannschaft von Vasco dabei acht Mal.
Insbesondere in Barcelona muss er beeindruckt haben: Der FC Barcelona verpflichtete ihn und Fausto dos Santos, die somit zu den ersten Brasilianern in den Reihen der Katalonier wurden. Da Fußball in Rio zu jener Zeit noch Amateursport war, war es für beide die erste Gelegenheit, mit ihrem Können Geld zu verdienen. Jaguaré, der alsbald Araña Negra, die „Schwarze Spinne“, genannt wurde, und dos Santos konnten bei Barcelona allerdings als Ausländer aufgrund von Verbandsregularien nicht in offiziellen Spielen antreten, sondern wurden lediglich in einem guten Dutzend Freundschaftsbegegnungen aufgeboten. Der FC Barcelona versuchte sowohl Jaguaré, der einen nachhaltigen Eindruck beim Verein und der Öffentlichkeit hinterlassen hatte, als auch Fausto zur Naturalisierung und Annahme der spanischen Staatsangehörigkeit zu bewegen. Beide lehnten dies aber trotz der guten finanziellen Dotation des Angebots ab.
Während dos Santos in die Schweiz weiterzog kehrte Jaguaré nach Brasilien zurück. Dort soll er einmal beim Training von Vasco aufgetaucht sein und Torwarthandschuhe getragen haben, was oft als Einführung dieser Hilfsmittel in Brasilien gilt. Ansonsten war er bei Vasco und auch im gesamten Fußball Rios nicht mehr besonders gelitten. Um sich finanziell über Wasser zu halten, tingelte er mit ad hoc zusammengestellten Mannschaften, sogenannten Combinados, und ließ sich als Aushängeschild für diverse Veranstaltungen vermarkten. Letztlich hütete er von 1934 bis 1935 in São Paulo das Tor von SC Corinthians Paulista, wo er aber bald durch José Hungarez, den ersten Ausländer bei den Corinthians, ersetzt wurde.
1935 verbrachte der Europalegionär Fernando Giudicelli, ein Teilnehmer der Weltmeisterschaft 1930, der sich mittlerweile auch als eine Art Spielervermittler betätigte, einen Urlaub in Brasilien und konnte Jaguaré und Marins de Araújo Viana „Vianinha“ von den Verdienstmöglichkeiten in Italien überzeugen. Nach der Überfahrt erfuhren sie in Lissabon vom Abessinienkrieg und nahmen aufgrund dessen Abstand von einer Weiterreise nach Italien. Sie wurden aber schon bald von Sporting Lissabon aufgenommen und waren die ersten Brasilianer der Vereinsgeschichte. Jaguaré spielte sieben Partien für Sporting und gewann mit dem Verein die Stadtmeisterschaft. Essentiell teilte er sich bei Sporting die Aufgaben mit dem portugiesischen Nationaltorwart Dyson. Nachdem João Azevedo sich dem Verein, ursprünglich als dritter Torwart, anschloss, überstrahlte dieser aber bald alle Konkurrenten. Azevedo sollte für anderthalb Jahrzehnte die Torwartposition bei Sporting und alsbald auch der Nationalmannschaft bekleiden. Jaguarés einziges Pflichtspiel 1936 fand im April im Rahmen der nationalen Meisterschaft gegen Académica de Coimbra statt.

### Glanzzeit in Marseille
Im Sommer 1936 wechselte Jaguaré nach Frankreich zu Olympique Marseille, wo er Laurent Di Lorto ablöste, der zu Saisonbeginn vom großen Konkurrenten FC Sochaux geholt worden war. Sochaux und Marseille dominierten seinerzeit die französische Profiliga. Während der drei Jahre, die er unter Trainer József Eisenhoffer bei Olympique spielte, stand der groß gewachsene Vasconcellos in einer Elf mit zahlreichen Ausnahmekönnern aus drei Kontinenten, darunter Aznar, Ben Barek, Ben Bouali, Kohut, Weiskopf und Zatelli. Er selbst bekam schnell den Spitznamen „El Jaguar“ – nicht nur wegen seines Vornamens, sondern auch wegen seiner geschmeidigen Bewegungen, der großen Sprungkraft und Strafraumbeherrschung. Zu spektakulären Paraden „für die Galerie“ neigte er hingegen nicht; dafür stockte Anhängern und Mitspielern gelegentlich der Atem, wenn „der Jaguar“ frühzeitig erkannte, dass ein Schuss sein Tor haarscharf verfehlen würde. Oft sprang er dann gar nicht erst in die bedrohte Ecke, sondern lief auf seine Abwehrleute zu, um sie gestenreich zu engerer Deckung aufzufordern, oder er drehte sich ostentativ vom Ball weg, hob den Arm und rief „No!“. Gegnerische Stürmer provozierte er gerne lautstark, doch endlich zu schießen („Shoota shoota, vagabundo!“, auf Deutsch „Schiess doch, du Vagabund!“). Zu Beginn seiner Zeit bei OM schickte er sich bei Auswärtsfahrten oft selbst Blumen ins Mannschaftshotel – laut den beiliegenden Karten angeblicher Bewunderinnen an „El Jaguar, den großen internationalen Star“. Auch pflegte er vor Spielbeginn die eigenen Anhänger zu begrüßen, indem er seine Kappe, mit der er mittlerweile seine Matrosenmütze ersetzte, zog und sich in raumgreifender Geste vor diesen verneigte.
Am Ende der Saison 1936/37 wurde er mit Marseille auf Anhieb französischer Meister. In der folgenden Spielzeit erzielte er sogar einen Treffer in der Division 1, als er in der Auswärtspartie beim FC Sète einen Strafstoß zum 1:1-Endstand verwandelte, der Olympique einen Punkt rettete. Weil der vorgesehene Schütze Aznar leicht angeschlagen war, stolzierte Vasconcellos über das Spielfeld, korrigierte nicht einmal die Lage des Balles, lächelte sein Gegenüber, Nationaltorwart René Llense, breit an, zeigte auf die linke Torecke – und schoss genau dorthin. Mehr noch: in dieser Partie erhielt Sète selbst zwei Elfmeter zugesprochen; beim ersten irritierte er den gegnerischen Schützen mit den Worten „Unmöglich, gegen den großen Vasconcellos zu treffen!“, woraufhin der über das Tor schoss. Beim zweiten fixierte er den Spieler Sètes – diesmal ein anderer – grinsend, blieb bewegungslos stehen und hielt dessen Schuss. Sètes Stürmer trafen zudem viermal nur die Stangen des Marseiller Gehäuses. Am Saisonende 1937/38 belegte Olympique zwar nur den zweiten Tabellenrang hinter Sochaux, gewann nach einem 2:1-Finalsieg über den FC Metz aber den Landespokal. Auch 1938/39 brachte es Vasconcellos mit seiner Mannschaft zum Vizemeistertitel, diesmal hinter Sète.
Nach dieser Saison verließ er angesichts des heraufziehenden Krieges Europa – die französische Liga stellte auf einen Kriegsmodus um. Insgesamt spielte er für OM 62 Mal in der Liga und sieben Mal im Pokal. Jaguaré legte noch eine Zwischenstation in Porto ein, wo er beim seinerzeitigen Erstligisten Académico FC anheuerte. Er fühlte sich dort aber nicht wohl und hatte Schwierigkeiten, sich zu integrieren. Insgesamt kam er dort nur auf neun Spiele, davon zwei in der Liga.

### Zurück in Brasilien
In Brasilien spielte er noch kurz bei São Cristóvão FR, einem kleineren Verein aus dem Norden Rios, der 1926 einmal Meister von Rio wurde. Jaguaré befand sich allerdings bereits in einem Prozess des Niederganges. Die wenigen Ersparnisse aus seiner Zeit in Europa waren bald aufgebraucht und er sprach dem Alkohol zu. Er versuchte sich noch einmal als Hafenarbeiter, wo seine Erzählungen von seiner großen Fußballzeit von den Kollegen nicht ernst genommen wurden, und er entschwand. Später hörte man über ihn wieder aus dem Ort Santo Anastácio im Hinterland des Bundesstaates São Paulo. Die Geschichten divergieren hier; eine davon besagt, dass er in einer Schlägerei mit der Polizei ums Leben kam, eine andere, dass er sich in einer Gefängniszelle den Kopf an die Wand schlug und bald darauf den Verletzungen erlag. Es wird berichtet, dass er in einem Armengrab beigesetzt wurde. Als Datum seines Todes wird oft der 27. August 1946 angeführt. In Marseille wusste man davon bis ins 21. Jahrhundert wenig: Alain Pécheral zitierte noch 2007 Olympiques brasilianischen Trainer der 1960er, Otto Glória, wonach Jaguaré im Zusammenhang mit einem Bandenkrieg ermordet worden sei und es auch Zeitzeugen gegeben habe, die von Tuberkulose als Todesursache sprachen.

## Palmarès
- Staatsmeisterschaft von Rio de Janeiro: 1929
- Französischer Meister: 1937 (und Vizemeister 1938, 1939)
- Französischer Pokalsieger: 1938